# Николаев, Сергей Анатольевич
Серге́й Анато́льевич Никола́ев (род. 12 октября 1951) — российский дипломат, чрезвычайный и полномочный посол.

## Биография
Окончил Институт стран Азии и Африки при МГУ им. М.В. Ломоносова (1975) и Дипломатическую академию МИД СССР (1991). Кандидат политических наук. Владеет арабским, французским и английским языками. На дипломатической работе с 1975 года.
- В 1996—2000 годах — заместитель Постоянного представителя России при ОБСЕ в Вене.
- В 2001—2012 годах — заместитель директора Третьего департамента стран СНГ МИД России.
- В 2012—2015 годах — заместитель директора Генерального секретариата (Департамента) МИД России.
- С 10 июля 2015 по 11 января 2022 года — чрезвычайный и полномочный посол Российской Федерации в Тунисе[1][2].

## Дипломатический ранг
- Чрезвычайный и полномочный посланник 2 класса (10 декабря 1995)[3].
- Чрезвычайный и полномочный посланник 1 класса (10 февраля 2017)[4].
- Чрезвычайный и полномочный посол (1 октября 2019)[5]

## Награды
- Орден Дружбы (24 августа 2021) — За большой вклад в реализацию внешнеполитического курса Российской Федерации и многолетнюю добросовестную дипломатическую службу [6].
- Медаль ордена «За заслуги перед Отечеством» II степени (4 ноября 2011) — За большой вклад в реализацию внешнеполитического курса Российской Федерации и многолетнюю добросовестную работу [7].